# Edmund-Weber-Straße 237

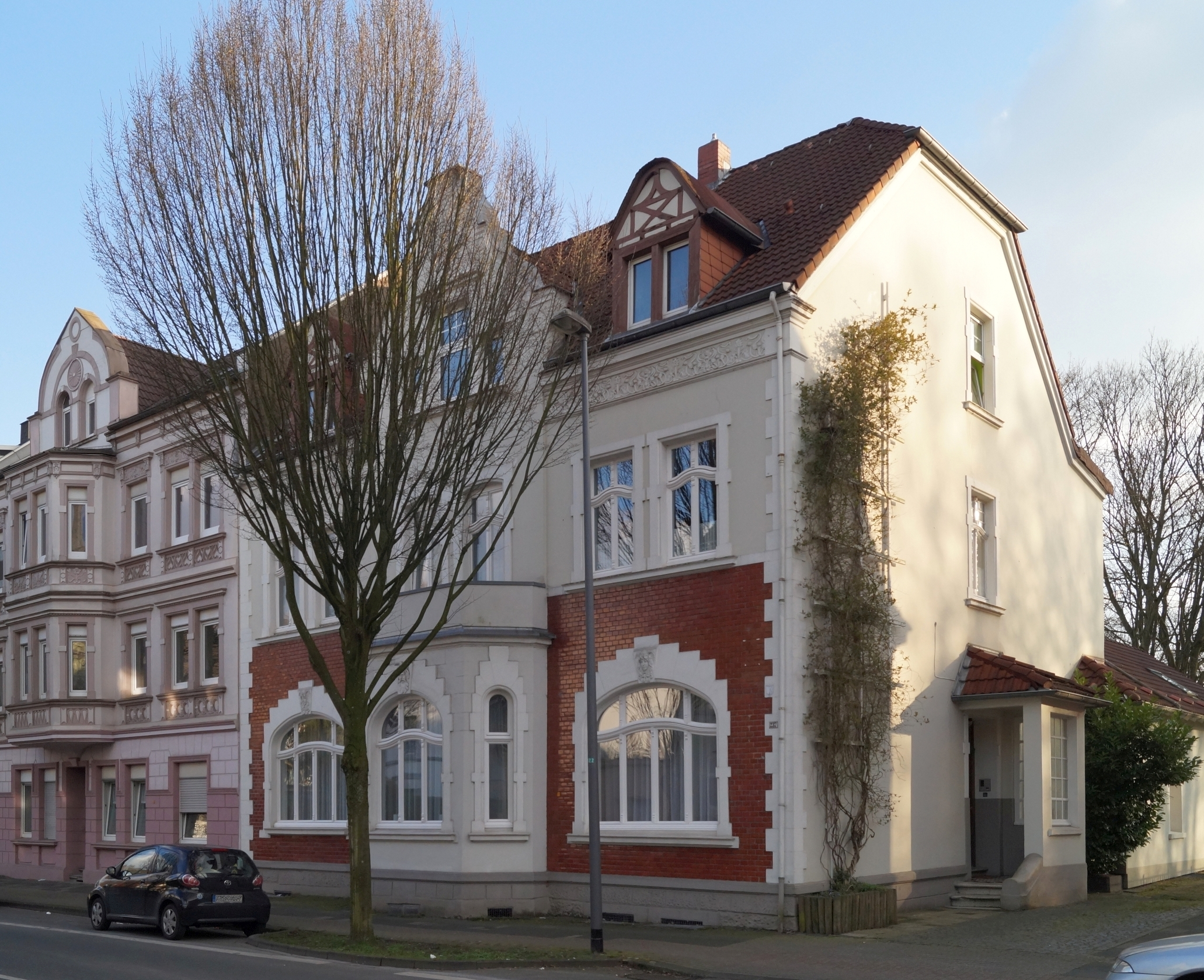
Nordwestansicht (2014)

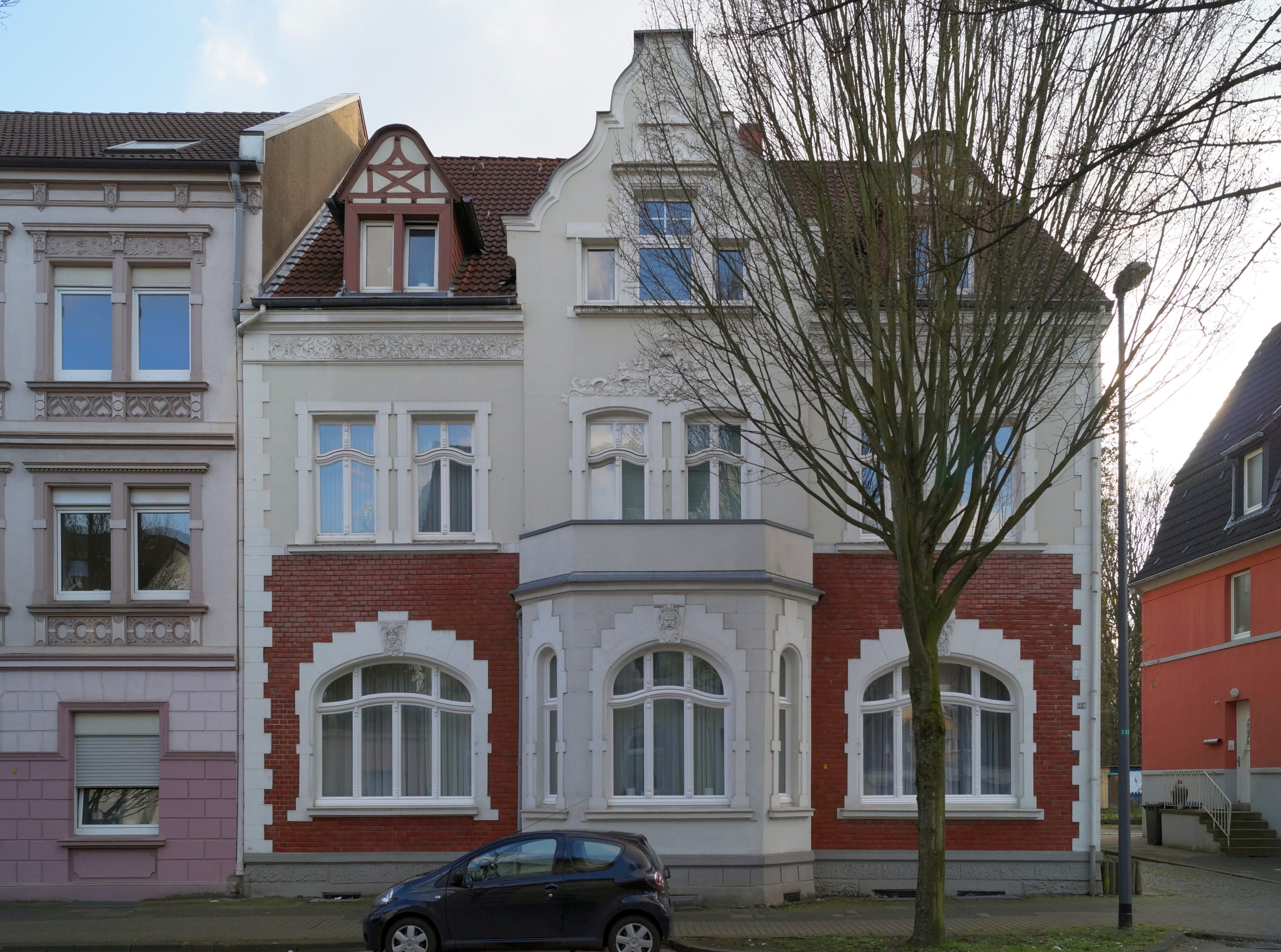
Straßenfront (2014)

Das Wohnhaus Edmund-Weber-Straße 237 ist ein Baudenkmal in Röhlinghausen, einem Ortsteil der Stadt Herne. Das an der Südseite der Edmund-Weber-Straße zwischen Hofstraße und Stratmannsweg gelegene Wohnhaus entstand in den Anfangsjahren des 20. Jahrhunderts; der Architekt ist nicht bekannt.

## Beschreibung
Das villenartig ausgestaltete zweigeschossige Stadthaus nebst Giebelgeschoss steht mit seiner Vorderfront direkt in der Straßenflucht und springt dabei mit seinem erdgeschossigen Erker gar um etwa einen Meter in diese vor. Ursprünglich war den Häusern in der Edmund-Weber-Straße ein sechs Meter tiefer Vorgarten vorgelagert, der im Zuge einer Straßenverbreiterung entfiel. Das annähernd 860 m² große Grundstück wird durch das einseitig angebaute Wohnhaus einschließlich Anbauten um etwa 263 m² überbaut. Die Villa selbst nimmt dabei knapp 169 m² ein, an sie wurden rückwärtig in jüngerer Zeit ein Wintergarten und ein eingeschossiger Anbau angefügt. Während sich der Eingang an der Westseite des Hauses in der Hofzufahrt befindet, fällt die Straßenfront des dreiachsigen Hauses durch ihre in den Etagen unterschiedlich ausgestaltete Verbindung einer Backstein- (Erdgeschoss) und Putzfassade (Obergeschoss) auf. Eine besondere Akzentuierung erfolgt dabei über die mittlere Risalitartig ausgestaltete Achse, durch Anfügung des Erkers im Erdgeschoss (entsprechend einem Balkon im Obergeschoss) und die Übergiebelung im Dachgeschoss. Dort sind zu beiden Seiten Gauben mit Fachwerkeinlage angebracht. Während im Erdgeschoss Rundbogenfenster Anwendung finden, sind dies im Obergeschoss paarweise angeordnete rechtwinklige Hochfenster.
Die Eintragung des Gebäudes Edmund-Weber-Straße 237 in die Denkmalliste der Stadt Herne erfolgte am 21. Juni 1988 (Denkmal Nr. A 54).